# موسیقی کلاسیک اندلسی
موسیقی کلاسیک اندلس (به عربی: طرب أندَلُسی، به اسپانیایی: música andalusí‎) یا موسیقی اندلسی، یک سبک از موسیقی است که پس از اخراج موریسکوها در الندلس توسط موروها توسعه یافت و سپس در سراسر مغرب (الجزایر، مراکش، تونس و لیبی) به سبک‌های مختلفی توسعه یافت. این موسیقی در قرن‌های ۹ تا ۱۵ از موسیقی الاندلس (ایبریای مسلمان) آغاز شد. برخی از اشعار آن از نویسندگان مشهوری مانند ابوالحسن شوشتری، ابن الخطیب و المعتمد بن عباد گرفته شده‌است.

## ریشه‌ها
گفته می‌شود موسیقی کلاسیک اندلس در قرن ۹ در امارت کوردوبا (الأندلس) متولد شد. زریاب (درگذشته ۸۵۷ میلادی)، موسیقی‌دان، خواننده و بربط‌نواز کرد ایرانی، که در عراق، آفریقای شمالی و اندلس می‌زیست، بعداً نوازنده دربار عبدالرحمان دوم در کوردوبا شد، گاهی اوقات اختراع آن را به حساب می آورند. بعداً گفته می‌شود که شاعر، آهنگساز و فیلسوف ابن باجه (متولد ۱۱۳۹ میلادی) از ساراگوسا سبک زریاب را با رویکردهای غربی ترکیب کرده و سبکی کاملاً جدید را تولید کرده‌است که در سرتاسر ایبریا و شمال آفریقا گسترش یافته‌است.
در قرن دهم، ایبریای مسلمان به مرکزی برای تولید ابزار موسیقی تبدیل شده بود. این کالاها به تدریج به پرووانس گسترش یافتند، و بر ترابادورها و تروفرهای فرانسه تأثیر گذاشتند و در نهایت به بقیه اروپا رسیدند. کلمات انگلیسی "lute" (لوت)، "rebec" (ربک)، "guitar" (گیتار) و "naker" (ناکر) از عربی عود، رباب، قیتارا و نقاره گرفته شده‌اند، گرچه برخی اصطلاحات عربی (به عنوان مثال qithara) به نوبه خود از لاتین ولگاری، یونانی و سایر زبانها مانند فارسی گرفته شده‌اند.
اسکان مجدد گسترده مسلمانان و یهودیان سفاردی از کوردوبا، سویا، والنسیا و گرانادا، با فرار از بازپس‌گیری اندلس، باعث افزایش دامنه موسیقی اندلس شد، البته بدون تغییر. در آفریقای شمالی ، سنت‌های موسیقی اندلس همه دارای مجموعه ای معروف به "نوبه" (در عربی نوبه به معنای: «نوبت» یا فرصتی برای اجرا است)، ایده‌ای که شاید از ایبریای اسلامی منشأ گرفته باشد، اما موارد مختلف دیگری به خود گرفت. در محیط‌های جدید شکل می‌گیرد. علاوه بر این، این مهاجران از قرن سیزدهم به بعد با جوامع قومی اندلس روبرو شدند که قبلاً به شمال آفریقا مهاجرت کرده بودند، که به این موسیقی نخبه کمک کرد تا ریشه دواند و در میان مخاطبان گسترده شود.
هام زفرانی در کتاب خود «یهودیان اندلس و مغرب» دربارهٔ سنت‌های موسیقی در جوامع یهودی در شمال آفریقا می‌نویسد: "در مغرب، مسلمانان و یهودیان موسیقی اسپانیایی-عربی را با تقوا حفظ کرده‌اند. ...در اسپانیا و مغرب، یهودیان حافظان پرشور موسیقی اندلس و حافظان غیور سنت‌های قدیمی آن بودند... . " در واقع، مانند بسیاری از مناطق دیگر فرهنگ و جامعه اندلس، یهودیان در طول تاریخ آن نقش مهمی در تکامل و حفظ میراث موسیقی الأندلس داشته‌اند. از همان ابتدا، یکی از همکاران زریاب در دربار عبدالرحمان دوم، یک نوازنده خوب منار یحادی ("منصور یهودی") بود. محققان آوراهام الام-امزالاگ و هدوین سرسوسی همچنین نقش مهمی را که یهودیان در تاریخ موسیقی اندلس بازی کرده‌اند، برجسته می‌کنند و خاطرنشان می‌کنند که نه تنها بسیاری از مهمترین موسیقی دانان اندلس آفریقای شمالی یهودی بوده‌اند، بلکه جوامع یهودی مراکش نیز امروز در اسرائیل ملودی‌های اندلس را حفظ می‌کنند؛ و حتی متن موسیقی در موسیقی مذهبی آنها را.
تعدادی از نسخه‌های خطی قدیمی متون آهنگ و عناصر فلسفه موسیقی اندلس را حفظ می‌کنند. قدیمی‌ترین مجموعه برجای مانده از این متون در دو فصل از المتعل الاسماāʿ احمد التفاشی و ʿilm al-mūsīqā wa-l-samāʿ (حدود ۱۲۵۳) یافت شده‌است. جدیدتر سندی است با عنوان، "العادری المسیس فی ل-ازجل و المووششات " ("باکره‌ها برای زاجال و مواششاḥ تکان می‌خورند)"، که احتمالاً مربوط به اواسط قرن ۱۵ است و به نظر می‌رسد پیوند خورده باشد به موسیقی اندلس Tlemcen در الجزایر. تا کنون بهترین سنت مستند آندلوسی ، سنت مراکش است که اولین گلچین برجای مانده توسط محمد البیشمی (حدود ۱۷۳۸) تولید شده‌است. اما مهمترین مجموعه کنش الشیک بود (اولین نسخه از چندین نسخه مورخ ۱۲۰۲/۱۷۸۸ است) که توسط وزیر الجامیچ در سال ۱۸۸۶ تجدید نظر شد (نسخه‌های زیادی از آن در کتابخانه‌های مراکش، مادرید، لندن و پاریس یافت می‌شود).
هر یک از کشورهای امروزی آفریقای شمالی حداقل یک سبک موسیقی اندلس را در خود دارند. در مراکش نسخه ابزاری سکولار al-alla نامیده می‌شود، در حالی که سبک a cappella مذهبی al-madīḥ wa-l-samāʿ نامیده می‌شود. در الجزایر سه سبک وجود دارد: الغارنی (اشاره به گرانادا) در غرب، الشانزا در منطقه اطراف الجزایر، و الملیف در شرق. سنت‌های تونس و لیبی را نیز الملف می‌نامند.

## موسیقی امروز
فرم مجموعه ای به نام نوبه اندلسی اساس العَلا را تشکیل می‌دهد. گرچه ریشه در الأندلس دارد، اما نوبه مدرن احتمالاً ساخته آفریقای شمالی است. هر نوبه تحت کنترل یک حالت موسیقی است. گفته می‌شود که قبلاً بیست و چهار نوبت به هر ساعت از روز متصل بوده‌است، اما در الجزایر تنها شانزده نفر وجود دارد و در مراکش یازده نفر زنده مانده‌اند (اگرچه برخی از مراکز مراکش بیش از یک حالت دارند - ۲۴ حالت در همه) ساختارهای نوبه به‌طور قابل توجهی در بین سنت‌های مختلف ملی متفاوت است. در مراکش، هر نوبه به پنج قسمت موسوم به "میزان" تقسیم می‌شود که هر کدام دارای ریتم متناظر هستند. ریتم ها به ترتیب زیر در یک نوبه کامل اتفاق می‌افتند (هرچند یک نوبه کل هرگز در یک نشست انجام نمی‌شود):
1. باسط (۴/۶)
2. قیم و نیف (۴/۸)
3. بطاحی (۴/۸)
4. درج (۴/۴)
5. قُدّام (۳/۴ یا ۶/۸)

ارکسترهای موسیقی کلاسیک اندلس در سراسر مغرب گسترش یافته‌اند، از جمله شهرهای:
- الجزایر: تلمسان، ندرومه، شرشال، الجزایر، بجایه، البلیده، کنستانتین، عنابه، اهرس، سیدیبالعباس، وهران، قلیعه، البلیده، مستغانم
  - در الجزایر، سه سبک یا مدرسه اصلی یافت می‌شود:
    - غارناتی منطقه تلمسان.
    - صنعا منطقه الجزیره.
    - سبک معلوف در شرق کشور در کنستانتین و آنابا.
- مراکش: Fes، Tetuan، Salé، Oujda، Rabat، Tangiers، Chefchaouen، Safi
  - Tarab Al-Âla، به معنای «موسیقی ساز»، در مقابل موسیقی مذهبی که در درجه اول آوازی است[۱۴] غالب است.
  - غارناتی مدرسه Tlemcen نیز عمدتاً در اوجدا بازی می‌شود.
- تونس: تونس، تستور، و کایروان.
- لیبی: طرابلس
  - در تونس و لیبی، معلوف سبک اصلی است.
- در خارج از مغرب ارکستر اندلس اسرائیلی وجود دارد که موسیقی کلاسیک اندلس را به همراه پی یوتیم از سنت یهودیان سفاردی پخش می‌کند.

آنها ابزار از جمله استفاده از عود (عود)، رباب (کمانچه سه سیمه قدیمی)، darbouka (جام درامز)، taarija (دایره زنگی)، ، قانون (نوعی سنتور یا قانون) و kamanja (ویولن). اخیراً سازهای دیگری از جمله پیانو ، کنترباس، ویولن سل، و حتی بانجو، ساکسیفون و کلارینت به این گروه اضافه شده‌است، هرچند که این موارد نادر است.

## تأثیر موسیقی اندلس
اندلس احتمالاً مسیر اصلی انتقال تعدادی از آلات موسیقی خاور نزدیک بود که در موسیقی اروپا به کار رفته‌است: مورد استفاده در موسیقی اروپا لوت از عود، کمانچه سه سیمه قدیمی (Rebec) از رباب، گیتار از قیتارا و یونانی کیتارا، و همچنین ناکر از نقاره. اصطلاحات دیگر در اروپا مورد استفاده قرار نگرفت: adufe از al-duff , alboka از al-buq، anafil از al-nafir , exabeba از al-shabbaba (فلوت)، atabal (طبل باس) از al-tabl , atambal از al-tinbal , balaban , sonajas de azófar از sunuj al-sufr، سازهای بادی مخروطی، و xelami از سولامی یا فیستول (فلوت یا لوله موسیقی).
اکثر محققان بر این عقیده اند که ریشه سیستم نت نویسی موسیقی گوزو از آرتزو در Solfège از یک سرود لاتین بوده‌است، اما برخی دیگر معتقدند که ممکن است ریشه آن اندلسی باشد. با توجه به Meninski در خود اصطلاحنامه Linguarum Orientalum (1680)، هجا سلفژ ممکن است از یک هجا عربی (مور) مشتق شده‌است نت خوانی سیستم الدرر Mufaṣṣalāt ("مروارید جدا"). با این حال، هیچ مدرک مستندی برای این نظریه وجود ندارد، و هیچ نسخه خطی موسیقی عربی با استفاده از توالی‌هایی از الفبای عربی وجود ندارد. هنری جورج فارمر معتقد است که هیچ مدرک محکمی در مورد منشأ نت وجود ندارد و بنابراین نظریه مبدأ Arab عرب و نظریه‌های منشأ سرود به یک اندازه معتبر هستند. اگرچه فیلسوف الکیندی (متوفی ۲۵۹/۸۷۴) و نویسنده آن ابوالفرج الافهانی (متوفی ۳۵۵/۹۶۷) هر دو از سیستم‌های نوشتن موسیقی یاد می‌کنند، اما این سیستم‌ها توصیفی بوده و براساس انگشتان عود بوده و استفاده از آنها پیچیده‌است. . هیچ سیستم عملی و بومی نوشتن موسیقی در جهان اسلام قبل از دوران استعمار وجود نداشته‌است.
برخی از محققان حدس می‌زنند که سنت ترابادور توسط اولین عموی ضبط شده، ویلیام نهم آکوئیتایی (متوفی ۱۱۲۶) از الندلس به فرانسه آورده شد، که پدرش در سال ۱۰۶۴ در محاصره و گونی باربسترو جنگیده بود و حداقل آن را بازگرداند. یک خواننده برده زن. به احتمال زیاد ذائقه ویلیام جوان در موسیقی و شعر تحت تأثیر الاندلس قرار گرفته‌است. جورج تی بیچ مشاهده می‌کند که گرچه منابع الهامات ویلیام نامشخص است، وی در خانواده بزرگ خود دارای افراد اسپانیایی بوده و ممکن است با برخی از اروپایی‌ها که می‌توانند به زبان عربی صحبت کنند دوستانه بوده‌است. صرف نظر از دخالت ویلیام در خلق این سنت ، مگدا بوگین اظهار داشت که شعر اندلس احتمالاً یکی از چندین تأثیر در «شعر عاشقانه محبت آمیز» اروپا بود. JB Trend همچنین ادعا کرده‌است که شعر ترابادورها با شعر اندلس ارتباط داشته‌است.